# راينر هيلدبراندت
راينر هيلدبراندت (بالألمانية: Rainer Hildebrandt )‏ (و. 1914 – 2004 م) هو مؤلف، ومؤرخ، وكاتب ألماني، ولد في شتوتغارت، توفي في برلين، عن عمر يناهز 90 عاماً.

## جوائز
حصل على جوائز منها:
- جائزة المنافسة العامة  [لغات أخرى]‏ (1946)
- قائد الفنون والآداب

## روابط خارجية
- راينر هيلدبراندت على موقع مونزينجر (الألمانية)